# Biegi narciarskie na Zimowych Igrzyskach Olimpijskich 1932
Konkurencje biegów narciarskich podczas Zimowych Igrzysk Olimpijskich w 1932 roku zostały przeprowadzone w dniach 12 - 15 lutego w Lake Placid. W ramach igrzysk zawodnicy walczyli w dwóch konkurencjach indywidualnych: biegach na 18 km i 50 km. O medale igrzysk olimpijskich biegacze narciarscy rywalizowali po raz trzeci w historii.
Organizatorzy zmagali się z brakiem śniegu. Zamiast 50-kilometrowej trasy przygotowano więc pętlę o połowę krótszą, którą zawodnicy pokonywali dwukrotnie.
Najmłodszym zawodnikiem startującym w konkurencjach narciarstwa biegowego był Polak, Stanisław Marusarz, który w chwili rozpoczęcia igrzysk liczył 18 lat i 237 dni.

## Terminarz
| Data           | Miejscowość | Konkurencja            | Złoto           | Srebro          | Brąz             |
| -------------- | ----------- | ---------------------- | --------------- | --------------- | ---------------- |
| 10 lutego 1932 | Lake Placid | Bieg mężczyzn na 18 km | Sven Utterström | Axel Wikström   | Veli Saarinen    |
| 13 lutego 1932 | Lake Placid | Bieg mężczyzn na 50 km | Veli Saarinen   | Väinö Liikkanen | Arne Rustadstuen |

## Mężczyźni

### 18 km
| Miejsce | Państwo   | Zawodnik             | Czas    |
| ------- | --------- | -------------------- | ------- |
|         | Szwecja   | Sven Utterström      | 1:23:07 |
|         | Szwecja   | Axel Wikström        | 1:25:07 |
|         | Finlandia | Veli Saarinen        | 1:25:24 |
| 4.      | Finlandia | Martti Lappalainen   | 1:26:31 |
| 5.      | Norwegia  | Arne Rustadstuen     | 1:27:06 |
| 6.      | Norwegia  | Johan Grøttumsbråten | 1:27:15 |
| 7.      | Finlandia | Valmari Toikka       | 1:27:51 |
| 8.      | Norwegia  | Ole Stenen           | 1:28:05 |
| 9.      | Finlandia | Väinö Liikkanen      | 1:28:30 |
| 10.     | Szwecja   | Nils Svärd           | 1:29:05 |
| . . .   |           |                      |         |
| 18.     | Polska    | Bronisław Czech      | 1:36:37 |
| 27.     | Polska    | Stanisław Marusarz   | 1:39:56 |
| 31.     | Polska    | Stanisław Skupień    | 1:41:48 |
| 32.     | Polska    | Zdzisław Motyka      | 1:41:58 |

Data: 10.02.1932

### 50 km
| Miejsce | Państwo        | Zawodnik          | Czas    |
| ------- | -------------- | ----------------- | ------- |
|         | Finlandia      | Veli Saarinen     | 3:30:11 |
|         | Finlandia      | Väinö Liikkanen   | 3:33:20 |
|         | Norwegia       | Arne Rustadstuen  | 3:34:10 |
| 4.      | Norwegia       | Ole Hegge         | 3:35:50 |
| 5.      | Norwegia       | Sigurd Vestad     | 3:39:33 |
| 6.      | Szwecja        | Sven Utterström   | 3:41:18 |
| 7.      | Finlandia      | Tauno Lappalainen | 3:42:44 |
| 8.      | Szwecja        | John Lindgren     | 3:44:14 |
| 9.      | Szwecja        | Gustaf Jonsson    | 3:46:12 |
| 10.     | Czechosłowacja | Antonín Bartoň    | 3:47:40 |
| . . .   |                |                   |         |
| DNF     | Polska         | Zdzisław Motyka   | -       |
| DNF     | Polska         | Stanisław Skupień | -       |

Data: 13.02.1932

## Klasyfikacja medalowa
| Lp. | Kraj      | złoto | srebro | brąz | razem |
| --- | --------- | ----- | ------ | ---- | ----- |
| 1.  | Finlandia | 1     | 1      | 1    | 3     |
| 2.  | Szwecja   | 1     | 1      | 0    | 2     |
| 3.  | Norwegia  | 0     | 0      | 1    | 1     |